# Galope (álbum)
Galope es el tercer álbum de estudio del grupo argentino de rock alternativo y pop experimental, liderado por Rosario Bléfari, Suárez. Fue editado el 13 de noviembre de 1996 por el sello de la banda "Feliz año nuevo discos" en Argentina. Este fue el primer disco de Suárez editado en España (septiembre de 1997).

## Sobre el disco
El mismo contiene 15 canciones, aunque una reedición del año 2005 incluye un tema extra. El disco fue terminado luego de ser interrumpida su grabación por una serie de presentaciones que Suárez realizó en 1996 en Santiago de Chile y Concepción y que fueron las primeras del grupo fuera de su país de origen. Este disco se editó además en España por el sello de Zaragoza "Bailanta records", creado por los directores de la revista Zona de obras. Suárez viajó a Europa a presentar el disco durante 1997 y 1998. El bonus track incluido en la reedición de 2005 (el box set La Colección) fue originalmente grabado en Zaragoza para un disco compilado del sello "Subterfuge" de Madrid, con motivo del festival de cine de horror de San Sebastián 1997. El disco fue producido por el grupo y los integrantes son Rosario Blefari, Fabio Suárez, Gonzalo Córdoba y Diego Fosser. Esta es la formación más conocida y definitiva de la banda.

## Distintas ediciones y artes de tapa
Las ediciones argentinas de Galope no se diferencian excepto la de 2005 que es en formato cartón y con la tapa de color verde en lugar del rosa original. La tipografía del título también difiere. La edición española (Bailanta records 1997) es en digipack con fondo verde y los camiones que recorren el dibujo de la tapa son distintos a los de la edición argentina. En la última edición los camiones desaparecieron por completo.

## Lista de canciones
| N.º | Título               | Duración |  |
| 1.  | «Porvenir»           | 2:00     |  |
| 2.  | «Camión regador»     | 2:46     |  |
| 3.  | «Explosión Madonna»  | 2:53     |  |
| 4.  | «Los veo aparecer»   | 1:34     |  |
| 5.  | «Bajo Kill»          | 2:37     |  |
| 6.  | «Asesina»            | 2:45     |  |
| 7.  | «Estrella solitaria» | 1:38     |  |
| 8.  | «En una habitación»  | 2:35     |  |
| 9.  | «Natación»           | 2:36     |  |
| 10. | «Grandiosa»          | 2:37     |  |
| 11. | «Río de enero»       | 3:49     |  |
| 12. | «Brigada»            | 6:23     |  |
| 13. | «Colonia»            | 2:16     |  |
| 14. | «Chico invisible»    | 4:13     |  |
| 15. | «Otro sueño»         | 3:36     |  |

| Bonus tracks (2005) |                         |          |  |
| N.º                 | Título                  | Duración |  |
| 16.                 | «Dimension desconocida» | 3:59     |  |
| 48:19               |                         |          |  |

1. ↑  Versión en castellano de "I'd Rather Be Your Lover" (Madonna/Dave Hall/Isley Brothers/C. Jasper).
2. ↑  Compuesta en japonés por Eriko Kishida y Takeo Watanabe para la serie de dibujos animados Heidi y adaptada al español por Carlos Ramón-Amart quien la tituló "En la tarde" para la versión en español de la serie.
3. ↑  Contiene partes del poema "Adonais" de P. S. Shelley (1792 - 1822). Dedicado a la muerte de Keats.

## Personal
- Rosario Bléfari: voz
- Fabio Suárez: bajo
- Diego Foser: batería
- Gonzalo Córdoba: guitarra

## Vídeo-clips
- «Camión regador» (1998)